# TVerプラス
TVerプラス（ティーバープラス）は、かつて存在した日本のテレビ番組にまつわるトピックスを中心としたニュースサイト。運営会社を同じくするOTTサービス・TVerを楽しむための情報も取り扱っていた。
旧名称はDOGATCH、テレビドガッチで、テレビ番組情報を中心とした動画配信ポータルサイトだった。広告収入で運営され、動画は無料で視聴できるものだったが、2016年3月31日をもって番組動画配信サービスを終了。なお、番組動画配信以外のサービスは継続し、テレビ番組情報を配信するニュースサイトに転じていた。
2024年9月30日に全てのサービスを終了した。

## 概要
民放の在京キー局5局と大手広告代理店4社が合同で出資した株式会社TVerが運営する、放送局にとらわれない幅広いコンテンツを展開しているインターネットテレビサイトであった。GyaOなど一般的な動画配信サイトと異なり、各テレビ局が運営するVODサービスサイトへ誘導するためにコンテンツの一部分を配信していた。独自コンテンツのニュース番組、Gガイドによるテレビ番組表やテレビ番組の特集、テレビ局が出資する映画作品の特集などを配信するほかに『豆しば』の公式ページが存在していた。動画の視聴は会員登録を要するが、ニュースなど会員登録なしで視聴可能なものもあった。
主なナビゲーション先サイト
- 第2日本テレビ
- TBSオンデマンド
- フジテレビ On Demand
- テレ朝BB
- あにてれしあたー

## 沿革
- 2006年6月1日：株式会社プレゼントキャストが「DOGATCH」のサービス名でプレオープン。2006年FIFAワールドカップのハイライトシーンなどを無料配信。
- 2007年12月1日 正式にオープン。テレビ番組表や各局の映画・イベント・VODの紹介を動画を使って配信。
- 2008年3月1日 サイト名を「テレビドガッチ」に変更。
- 2016年3月31日 番組動画配信サービスを終了[2]。
- 2020年7月1日：運営会社が株式会社TVerに改称。
- 2022年4月1日：「テレビドガッチ」が「TVerプラス」にリニューアル[3]。
- 2024年9月30日：サービス終了[4]。

## 豆しば
豆しば（まめしば）は、豆をモチーフにした当サイトのCMに登場するオリジナルキャラクターで、当サイトのマスコットキャラクターではない。電通が開発し、作者はキム・ソクウォンで、公式設定では「豆でも犬でもない」生物とされる。
元来はテレビドガッチのために開発されたキャラクターではないが、テレビドガッチの認知度向上のためにふさわしいコンテンツとして、豆しばの登場するテレビドガッチのCMが企画された。2008年3月1日から、主に電通が製作に関与するアニメ番組などでテレビCMを放送している。スポンサーする作品は全てPT扱いである。2011年からTBS系列を中心にバラエティ番組のスポンサーし、地上波の単発特番やBS日テレでも同様に放送した。
テレビCMは、人がさまざまな場面で豆の料理を飲食する際、豆粒に紛れて豆に扮した「豆しば」が現れて「豆知識」を披露すると、居合わせた人々が憂鬱になるシュールなアニメーションである。ウェブサイトの名称やURLは最後に短時間示される。サイトの存在より豆しばのキャラクターを認知させる戦略である。
2008年9月27日に、バンダイから『∞プチプチ』を模した『∞エダマメ 豆しばバージョン』が発売され、2008年11月21日に主婦と生活社から初の絵本『豆しば―枝豆しばとアラスカの冷蔵庫』（キム・ソクウォン、渡部祥子）が発行された。その後約1年で商品点数500点以上、絵本は『豆しば―枝豆しばとアラスカの冷蔵庫』『豆しば―黒豆しばとトルストイの家出』の2冊累計で30万部を発行し、電通の調査では「女子小学生の認知度90%」で、予想以上の成功ぶりにプロジェクトの一員の山西太平も戸惑っている。
2011年12月、豆しばとファッションモデルできゃりーぱみゅぱみゅのコラボレーションによるキャラクター『豆しぱみゅぱみゅ』を発表した。
スポンサーとなっている番組（2012年現在） 
- おそ松さん
- 斉木楠雄のΨ難

- イナズマイレブンGO クロノ・ストーン
- ダンボール戦機W
- カードファイト!! ヴァンガード
- メタルファイト ベイブレード ZEROG/クロスファイト ビーダマン
- FAIRY TAIL
- ウルトラマン列伝
- 聖闘士星矢Ω（東映アニメーション作品では珍しく放送している。）
- うまナビ!イレブン（アニメ番組ではなく競馬情報番組であるが、電通が製作に関与しているため放送されている。）

など
関連リンク
- かわいい顔で毒を吐く「豆しば」、仕掛けた電通の意図は何?、日経トレンディネット、2008年8月22日。

## これまでに扱ったコンテンツ

### スポーツ
- 2006 FIFAワールドカップ
- 2006 FIVBバレーボール世界選手権
- 2006 FIBAバスケットボール世界選手権
- 2007 FISノルディックスキー世界選手権
- 2007 世界水泳選手権
- FC.DOGATCH（Jリーグ全試合のハイライト映像を配信）
- 第72回 高校野球大会
- 東京六大学野球
- 全国高校サッカー選手権大会
- 北京オリンピック (gorin.jp)

### 映画
- UDON
- NANA2
- バブルへGO!! タイムマシンはドラム式
- 愛の流刑地

### テレビ番組
- スーパーチャンプル（中京テレビ。のちに『裏スーパーチャンプル』の特設ページを開設）
- キッパリ!（CBC）
- さんすう99隊（テレビ東京）
- ピチスタ!（テレ玉）
- うちの3姉妹（テレビ東京)
- 夢色パティシエール（ytv）

### 登場した主な著名人
- 堀井憲一郎
- 中島美嘉
- 市川由衣
- 玉山鉄二
- 成宮寛貴
- 本郷奏多
- 篠原涼子
- 小池栄子
- オセロ
- 久本雅美
- ホリ
- 山田太郎
- キグルミ
- 大江麻理子
- 大竹佐知
- 松丸友紀
- 大橋未歩
- 亀井京子
- 滝井礼乃